# تولی‌پرس
تولی‌پرس، یکی از بزرگترین شرکت‌های تولیدکننده مواد شوینده و پاک‌کننده در ایران است که در سال ۱۳۴۳ در شهر تهران تأسیس شد و دفتر مرکزی آن، همچنان در تهران قرار دارد ولی کارخانجات تولیدی شرکت تولی‌پرس، در استان قزوین مستقر هستند.

## تاریخچه
شرکت تولیددارو، که متعلق به خانواده کارآفرین خسروشاهی بود با تأسیس واحدی تحت نام؛ واحد دترجنت، پودر لباس‌شویی دریا را، در سال ۱۳۴۳ تولید و اولین محموله از آن، با عنوان کاروان دریا، را در همان سال، روانه بازار نمود.
با گسترش تقاضای بازار و لزوم افزایش ظرفیت تولید و تنوع محصولات شوینده، واحد دترجنت تولیددارو، با عنوان شرکت تولی پرس، با ظرفیت سالانه ۷۵٫۰۰۰ تن انواع پودر لباس‌شویی، به ثبت رسید و در سال ۱۳۵۲ به شهر صنعتی البرز در قزوین انتقال یافت و با تولید محصولاتی از جمله: پودر لباس‌شویی دریا و تک، پودر ماشین لباس‌شویی شوما، مایع ظرفشویی جام و آبشار، مایع نرم‌کننده لباس هاله و سفیدکننده زدا، شروع به فعالیت نمود.
پس از انقلاب اسلامی، در جریان مصادره اموال و دارایی‌ها، این شرکت به همراه تمامی شرکت‌ها و کارخانه‌های خانواده خسروشاهی مصادره شد. اگر چه پس از فرونشستن فضای انقلابی برخی این مصادره را اشتباه دانستند، اما اموال مصادره شده هرگز به خانواده خسروشاهی بازگردانده نشد.
در ابتدای دهه ۶۰ و متعاقب با تقاضای بالای بازار ایران و ظرفیت نصب شده پایین پودر در کشور، شرکت تولی پرس اقدام به افزایش ظرفیت تا ۱۵۰٫۰۰۰ تن پودر، در سال نمود و در سال ۱۳۷۹ با پذیرش و عرضه سهام آن، در سازمان بورس اوراق بهادار تهران، از سهامی خاص، به سهامی عام تبدیل گردید.
شرکت تولی پرس دارای گواهینامه ایزو ۱۴۰۰۱ (مدیریت زیست‌محیطی)، ایزو ۹۰۰۱ (مدیریت کیفیت در صنعت شوینده)، ایزو ۱۷۰۲۵ (آزمایشگاه اکرودیته) و در شمار یکصد شرکت برتر ایرانی، قرار دارد.

## برند تولی‌پرس
برند تولی‌پرس در سال ۱۳۹۲ در دهمین جشنواره ملی قهرمانان صنعت ایران به عنوان یکی از ۱۰۰ برند برتر ایران شناخته شد.

## تعطیلی کارخانه
کارخانه تولی‌پرس از ۲۷ مرداد ۹۷ به دلیل «مشکل در تهیه مواد اولیه» تعطیل شد. پس از آن کارخانه در ۱۴ مهر ۱۳۹۷ بازگشایی شده بود که دوباره در ۲۸ مهر، تعطیلی دوباره آن اعلام شد.